# Інститут геологічних наук НАН України
Інститу́т геологі́чних нау́к НАН Украї́ни — заснований 1926 року в Києві. Розробляє теоретичні питання геологічної науки на основі всебічного вивчення будови та історії геологічного розвитку території України, досліджує корисні копалини, проблеми морської геології.
Найстаріший геологічний заклад в Україні, теоретичний центр геологічної науки в країні, родоначальник наукових установ геологічного профілю, що входять до складу Відділення наук про Землю НАН України. Розташований у Києві, в будинку Київського відділення Російського технічного товариства, за адресою: вул. Олеся Гончара, 55-б.

## Історія
Інститут започатковано від Українського науково-дослідного геологічного інституту Народного Комісаріату освіти УРСР, створеного в 1926 р. в Києві на базі геологічних установ, які існували в системі Академії наук УРСР та Наркомосу УРСР.
Засновником та першим директором Українського науково-дослідного геологічного інституту був акад. Тутковський Павло Аполлонович. На інститут було покладено вирішення таких завдань: вивчення четвертинних відкладів України та виявлення в них корисних копалин та будматеріалів; дослідження фауни та флори третинного та четвертинного віку, петрографії та мінералогії Українського щита, а також підземних вод.
У 1927 р. в Києві було створено Національний геологічний музей УРСР на чолі з акад. АН УРСР П. А. Тутковським.
У 1930 р. Український науково-дослідний геологічний інститут було передано Академії наук УРСР, а з 1934 p., після об'єднання з музеєм, заклад отримав назву Інститут геології АН УРСР.
У 1930—1940-х роках інститут займається питаннями розширення мінерально-сировинної бази та комплексного вивчення природних ресурсів України. Розробляються проблеми геології Полісся і Нижнього Дніпра (Л. Г. Ткачук), вивчаються поліметалічні руди та мідисті пісковики Донбасу (Світальський Микола Г., Т. Ю. Лапчик, І. Л. Личак, Ю. Ю. Юрк), марганцеві руди Нікопольщини (І. А. Лепікаш), карбон Донбасу (К. Й. Новик), а з 1935 р. розпочинаються роботи з вивчення проблем нафтогазоносності Дніпровсько-Донецької западини (Ф. О. Лисенко, І. Т. Шамека, О. М. Куциба).
Одночасно продовжуються започатковані П. А. Тутковським дослідження з біостратиграфії (Н. В. Пименова, O. K. Каптаренко-Черноусова, К. Й. Новик), четвертинної геології (Бондарчук В. Г., Д. К. Біленко, П. К. Заморій, В. І. Крокос, І. А. Лепікаш, Г. І. Молявко), з вивчення геології Українського щита (М. Г. Світальський, М. І. Безбородько, Л. Г. Ткачук).
З 1934 р. Інститут — єдина установа Академії наук, де розробляються проблемні питання гідрогеологічної науки (К. І. Маков, Бурксер Є. С., В. І. Лучицький, Бабинець А. Є., С. З. Сайдаковський, І. Є. Слензакта ін.).
Свою сучасну назву інститут має з 1939 р. У повоєнні роки інститут є міжвідомчим координаційним центром у галузі геології, який сприяє відродженню та розвитку державної геологічної служби в Україні.
Значну роль відіграв інститут у розвитку нових наукових напрямів, організації геологічних досліджень та підготовці наукових кадрів. На базі його відділів та лабораторій були створені самостійні наукові заклади Академії наук України, а саме:
- Інститут геології і геохімії горючих копалин НАН України (Львів, 1951),
- Інститут геофізики ім. С. І. Субботіна (Київ, 1961),
- Інститут геохімії, мінералогії та рудоутворення імені М. П. Семененка НАН України (заснований у Києві 1969 року яко Інститут геохімії та фізики мінералів АН УРСР),
- Відділення морської геології та осадового рудоутворення (Київ, 1992).

## Науковці
Станом на 2024 рік наукові дослідження в Інституті геологічних наук проводять у 15 різнопрофільних наукових підрозділах близько 150 наукових співробітників, серед яких 3 академіки та 2 чл.-кор. НАН України, близько 100 докторів та кандидатів наук.
- Андреєва-Григорович Аїда Сергіївна — провідна наукова співробітниця відділу стратиграфії і палеонтології мезозойських відкладів (2002—2022).
- Балуховський Микола Пилипович — засновник та завідувач відділу глибинного геологічного картування (1963—1970).
- Безбородько Микола Іванович — завідувач відділу мінералогії та петрографії (1926—1938).
- Виржиківський Роман Романович — науковий співробітник (1928—1935).
- Дикань Наталія Іванівна — завідувачка відділу геології антропогену (з 2015).
- Звольський Станіслав Тимофійович — завідувач лабораторії радіоізотопних методів досліджень у гідрогеології (1969—1991).
- Зернецький Борис Федорович — головний науковий співробітник, завідувач відділу стратиграфії і палеонтології кайнозойських відкладів (1986—1996).
- Зосимович Володимир Юрійович — завідувач відділу стратиграфії і палеонтології кайнозойських відкладів (2013—2022).
- Іванік Михайло Михайлович — завідувач відділу стратиграфії і палеонтології мезозойських відкладів (1996—2021).
- Каптаренко-Чорноусова Ольга Костянтинівна — завідувачка лабораторії мікрофауни мезокайнозою (1947—1950) та відділу геології мезозойських відкладів (1950—1970).
- Климчук Олександр Борисович — науковий співробітник відділу гідрогеологічних проблем (1973—2023).
- Ковальчук Мирон Степанович — завідувач відділу літології (з 2014).
- Костюченко Юрій Васильович — науковий співробітник відділу енергомасообміну в геосистемах Наукового центру аерокосмічних досліджень Землі (1993—2023).
- Крокос Володимир Іванович — завідувач відділу палеонтології (1928—1936).
- Макаренко Дмитро Єлисейович — завідувач відділу стратиграфії та палеонтології мезозойських відкладів (1978—1996), перший заступник директора з наукової роботи (1980—1987).
- Мельничук Іван Васильович — науковий співробітник (1965—1971).
- Пименова Ніна Василівна — наукова співробітниця (1926—1941).
- Присяжнюк Валентин Арсенійович — науковий співробітник відділу стратиграфії і палеонтології кайнозойських відкладів (1967—2020).
- Сахацький Олексій Ілліч — завідувач лабораторії дослідження природних ресурсів дистанційними методами Наукового центру аерокосмічних досліджень Землі (2011—2016).
- Семененко Володимиp Миколайович — завідувач відділу стратиграфії та палеонтології кайнозойських відкладів (1995—2012).
- Ткачук Лук'ян Григорович — завідувач сектору петрографії (1938—1941) та відділу літології і корисних копалин (1961—1968).
- Федоровський Олександр Дмитрович — завідувач відділу геопросторового моделювання в аерокосмічних дослідженнях Наукового центру аерокосмічних досліджень Землі (з 2011).
- Щербак Микола Петрович — завідувач відділу абсолютного віку і ядерних процесів (1965—1969).
- Юрк Юрій Юрійович — завідувач відділів геохімії рідкісних елементів (1936—1942) та мінералогії (1946—1956).

### Директори
Інститут геологічних наук очолювали П. А. Тутковський (1926—1930), В. В. Різниченко (1930—1932), І. А. Лепікаш (1933—1934), М. Г. Світальський (1934—1937), Є. С. Бурксер (1938—1939), Б. І. Чернишов (1939—1946), В. І. Лучицький (1946—1949), А. Є. Бабинець (1949—1953), В. Г. Бондарчук (1953—1963), В. Б. Порфир'єв (1963—1968), B. C. Попов (1968—1969), Я. М. Белевцев (1969), Є. К. Лазаренко (1969—1971), В. Я. Дідковський (1971—1977), Є. Ф. Шнюков (1977—1992), П. Ф. Шпак (1992—1996), П. Ф. Гожик (1997—2020). Теперішня директор інституту — С. Б. Шехунова (з 2021).

## Структура
При інституті діють:
- Науковий центр аерокосмічних досліджень Землі НАН України (очолює член-кореспондент НАН України М. О. Попов)
- Центр колективного користування науковими приладами НАН України
- Спеціалізовані вчені ради із захисту докторських та кандидатських дисертацій.

Діє аспірантура, де готуються фахівці за різними напрямами геологічних наук. Інститут є базовою установою Українського палеонтологічного товариства, Національного стратиграфічного комітету України, наукової ради НАН України з проблеми «Походження нафти і газу».
Йому належить одна з найбільших геологічних бібліотек в Україні, що нараховує понад 200 тис. книг та журналів.
Структуру інституту становлять 15 наукових відділів, які об'єднано за фаховими принципами в п'ять відділень (загальної геології, літології, палеонтології і стратиграфії, паливно-енергетичного комплексу, геології океанів і морів, гідрогеології та інженерної геології).

## Напрямки досліджень
Напрямки досліджень:
- комплексні проблеми геологічних наук;
- проблеми Світового океану;
- наукові основи збереження і покращання довкілля та раціонального використання природних ресурсів.

За час існування інституту науковцями зроблено значний внесок у розвиток уявлення про геологічну будову території України. Було закладено теоретичні основи пізнання, будови та розвитку земної кори, розвитку органічного світу, палеогеографії, закономірностей осадонакопичення та розташування родовищ корисних копалин. Чимало успіхів досягнуто у вивченні геології дна Чорного та Азовського морів і Світового океану, вирішенні найважливіших народногосподарських завдань Великого Донбасу, Кривого Рогу, проблем мінерально-сировинного комплексу України (паливно-енергетичних, водних ресурсів, корисних копалин).
Значні напрацювання є в галузях теоретичної і практичної загальної геології та геотектоніки. Під керівництвом академіків НАН України В. Г. Бондарчука (1953—1977) та І. І. Чебаненка (1977) вченими Інституту виконано такі основні наукові розробки: обґрунтовано нову геологічну теорію — тектоорогенію, вчення про планетарні розломи літосфери Землі та наявність закономірної загальнопланетарної сітки розломів, гіпотезу про вихрові структури земної кори.
Широкого розвитку набули літостратиграфічні, літофаціальні та палеогеографічні дослідження, розробляються літолого-геохімічні моделі найперспективніших осадових формаційних комплексів, вивчаються процеси седименто-діакатагенезу як основи прогнозування стратиформного зруденіння кольорових металів, рудних та нерудних корисних копалин.

### Палеонтологія і стратиграфія
Важливими фундаментальними дослідженнями, в яких інститут був і залишається провідним, є палеонтологія і стратиграфія. Проводяться дослідження з історії розвитку органічного світу і вивчення та монографічний опис груп викопної фауни та флори — форамініфер, радіолярій, губок, коралів, черевоногих, двостулкових та головоногих молюсків, трилобітів, конодонтів, остракод, моховаток, брахіопод, граптолітів, хітінозой, спор та пилку, наземних рослин, водоростей фанерозою за традиційними та новими методиками. Складено регіональні стратиграфічні схема пізнього докембрію та фанерозою України, детальні стратиграфічні схеми по системах та регіонах України з метою створення стратиграфічної бази для геологічного картування.

### Геологіянафтиігазу, вугільних родовищ
Інститут має багаті традиції фундаментальних наукових досліджень у галузі геології нафтових, газових та вугільних родовищ, які відіграють важливу роль у розвитку паливно-енергетичного комплексу України. Важливе значення має відкриття просторової періодичності в розташуванні таких структурних елементів Дніпровсько-Донецької западини, як вали, локальні підняття, соляні штоки, розривні порушення. З вузлами цієї геодинамічної сітки пов'язуються можливі скупчення вуглеводнів (член-кореспондент НАН України П. Ф. Шпак, В. К. Гавриш).
Під керівництвом акад. В. Б. Порфир'єва розроблено теорію абіогенного синтезу нафти і природного газу на великих глибинах. На засадах цієї теорії при пошуках нафти і газу в надрах Луганської, Сумської та Харківської областей відкрито 25 родовищ (академік НАН України В. Б. Порфир'єв, В. О. Краюшкін). Науково обґрунтовано і визначено нафтогазоносний потенціал акваторій Чорного і Азовського морів як джерела збільшення власного видобутку нафти і природного газу України.
Розроблено Державну програму та концепцію розвитку нафтогазоносного потенціалу України, проект середньострокового та довгострокового (до 2010 р.) прогнозів економічного і соціального розвитку нафтогазової галузі (П. Ф. Шпак). Як пріоритетні виділяються структурно-формаційні та структурно-фаціальні дослідження вугільних басейнів і родовищ на різних рівнях будови та речовинного складу та вирішення проблеми раптових викидів і вибухів у вугільних шахтах.

### Дослідження Світового океану
Інститут є першим в Україні центром геологічного вивчення Світового океану. З 1962 р. фахівці інституту почали брати участь у морських експедиціях. Було започатковано п'ять нових наукових напрямів (академік НАН України Є. Ф. Шнюков): морська гідрогеологія та морська інженерна геологія, морське осадове рудоутворення, підводні морські геологічні дослідження, морська геоекологія, глибинні флюїди та їх роль у формуванні родовищ корисних копалин і біопродуктивних зон. Проведено вивчення геологічних особливостей Азово-Чорноморського регіону, а також окремих районів Індійського, Атлантичного та Тихого океанів. Вивчено динаміку берегових процесів північно-західної частини Чорного моря. В результаті стаціонарних спостережень протягом багатьох років розроблено прогноз розмивання та акумуляції осадів у береговій зоні. Типізовано особливості формування геохімічних бар'єрів у аквальних системах, розроблено ландшафтно-геохімічну модель Ґвінейського сектора Атлантики, складено Атлас геолого-геофізичних карт шельфу Ґвінейської Республіки.
Пріоритетною і вирішальною є роль Інституту в становленні досліджень в Антарктиці, розробці Державної програми досліджень. В антарктичних експедиціях виконано комплексні океанографічні дослідження, зокрема вивчено структуру літосфери, будову, речовинний склад та фаціальну структуру осадового покриву, геодинамічні процеси та еволюцію осадоутворення (член-кореспондент НАН України П. Ф. Гожик).

### Відділення гідрогеології та інженерної геології
Відділення гідрогеології та інженерної геології Інституту є найбільшим багатогалузевим науковим центром гідрогеологічної науки в Україні. Його багато років очолював член-кореспондент НАН України А. Є. Бабинець, з ім'ям якого тісно пов'язаний бурхливий розвиток гідрогеологічних робіт, а відтак — і гідрогеологічної науки в 50-70-х роках в Україні. У відділенні проводяться дослідження у таких напрямах:
- вивчення водообміну та ресурсів підземних вод у гідрогеологічних структурах;
- дослідження мінеральних вод;
- вивчення міграції у підземній гідросфері різних забруднювачів (радіонуклідів, пестицидів тощо);
- створення регіональних і локальних моделей багатошарових гідрогеологічних структур з відповідним математичним забезпеченням і ін.

У зв'язку з Чорнобильською катастрофою в інституті було розгорнуто дослідження з питань ліквідації її наслідків. У перші місяці після аварії фахівці інституту (академік НАН України В. М. Шестопалов і ін.) підготували пропозиції щодо використання підземних вод для водопостачання населення, захисту р. Прип'ять від радіоактивно забруднених вод, були видані перші прогнози міграції радіонуклідів у підземних водах, дали обґрунтовані і частково реалізовані пропозиції щодо організації моніторингу підземних вод Чорнобильської зони відчуження і Київської міської агломерації.

### Сучасні розробки
В останні роки широкого розвитку набули такі наукові напрями:
- техногенна гідрогеологія;
- охорона підземних вод;
- інженерна геологія.

Вперше класифіковано за діастрофічними циклами геологічні структури рифейської епохи докембрійського фундаменту території України та створено багатофакторну модель розвитку земної кори на основі самоорганізації та синергетики геологічних процесів, а також розроблено класифікації рідкіснометалічних та золоторудних формацій України тощо. Інститут розвиває фундаментальний напрям сучасної геології та порівняльної планетології — вчення про вибухові метеоритні кратери. За розробленим новим напрямом геологічних досліджень — літогеодинамічним аналізом басейнів породоутворення — визначені нові закономірності нафтогазоносності та рудоносності (золото, мідь, свинець, марганець, уран та ін.) осадового чохла України та обґрунтовано нову концепцію нафтидогенезу (глибинна воднева продувка осадових басейнів, О. Ю. Лукін).
Виявлено нові родовища мінеральних вод специфічного складу типу «Нафтуся» та запатентовано методику зниження радіоураження та відновлення порушень кістково-мозкової системи. Розроблено і запатентовано методи консервації мінеральних вод типу «Нафтуся» (акад. НАН України В. М. Шестопалов).
Як фундаментальні, так і прикладні розробки інституту висвітлено в численних монографіях, добірках, статтях. Щорічно готується до друку понад 200 друкованих аркушів. Серед видань 1990-х—2000-х років — серія «Геология шельфа УССР» у 8-ми томах, «Водообмен в гидрогеологических структурах» у 3-х т.; «Геологическая история территории Украины» (1993) і «Геологія і нафтогазоносність Дніпровсько-Донецької западини» у 2-х т.; «Чернобыльская катастрофа» (1995); «Нафтогазоносний потенціал Керченсько-Таманського схилу і глибоководної западини Чорного моря»; «Литогеодинамические факторы нефтегазонакопления в авлакогенных бассейнах» та ін.

### Співробітництво
Інститут бере участь у ряді національних та державних програм. Це — «Нафта і газ України до 2010 року», «Освоєння вуглеводневих ресурсів Українського сектора Чорного і Азовського морів», «Національна програма досліджень та використання ресурсів Азово-Чорноморського басейну та інших районів Світового океану на період до 2005 року», «Українська національна програма ліквідації наслідків Чорнобильської катастрофи і соціального захисту населення на період до 2010 року», «Здійснення контролю оцінки і прогнозування ситуації у розвитку нафтохімічних забруднень підземних вод України», «Державна програма досліджень в Антарктиці» тощо.
Співробітники Інституту беруть участь у міжнародних проектах за Міжнародною програмою геологічної кореляції за проектами ЮНЕСКО, IGSP, INTAS, CRDF, виконують спільні проекти з установами Болгарії, Угорщини, Польщі, Італії, Китаю, Канади, Франції, США та ін.

### Перспективні напрями роботи
Пріоритетними напрямами на найближчі роки вважаються проведення комплексних досліджень і розробка стратегії розвитку мінерально-сировинної бази в нових умовах економічного розвитку держави, захист довкілля і як складова цієї проблеми — розробка програм: «Геологічні основи екологічної безпеки України», «Прогнозні експлуатаційні ресурси підземних вод України питного призначення (з урахуванням їх екологічного стану)», «Геоекологічні аспекти моніторингу і охорони морського середовища Азово-Чорноморського басейну» та ін. Значну увагу буде приділено комплексу досліджень, пов'язаних з вивченням, прогнозуванням та мінімізацією наслідків Чорнобильської катастрофи, моніторингу природних та техногенних процесів і явищ у геологічному середовищі з метою прогнозування та запобігання наслідкам небезпечних геологічних процесів і явищ, що завдають шкоду народному господарству та довкіллю.